# Pandemia de COVID-19 na Libéria
Este artigo documenta os impactos da pandemia de coronavírus de 2020 na Libéria e pode não incluir todas as principais respostas e medidas contemporâneas.

## Linha do tempo
Em 16 de março, o primeiro caso de CODIV-19 na Libéria foi informada, tratando-se de um oficial do governo que havia voltado da Suíça. George Weah, presidente do país, afirmou em rede nacional que o vírus foi levado ao país por um oficial do governo, supostamente sendo Nathaniel Blama. O presidente acusou Blama de ter violado os protocolos de saúde no Aeroporto Internacional Roberts por razões desconhecidas.
Em 17 de março, o segundo caso foi confirmado, tratando-se de um trabalhador local. Em 18 de março, a China doou insumos médicos para a Libéria. Em 20 de março, o terceiro caso de COVID-19 no país foi confirmado, tratando-se de Linda Ross, uma mulher de 63 anos de idade que havia voltado da Itália.